# چان وای هو
چان وای هو (چینی: 陳偉豪؛ زادهٔ ۲۴ آوریل ۱۹۸۲) بازیکن سابق و مربی فوتبال اهل چین است.
از باشگاه‌هایی که در آن بازی کرده است می‌توان به باشگاه فوتبال هنگ کنگ رنجرز و باشگاه چین جنوبی اشاره کرد.
وی همچنین در تیم‌های ملی فوتبال زیر ۲۳ سال هنگ کنگ و هنگ کنگ بازی کرده است.
وی در مسابقات کشوری و بین‌المللی در مجموع برندهٔ ۱ مدال طلا شده است.